# Turnê Setevidas - Ao Vivo
Turnê Setevidas - Ao Vivo é o terceiro álbum ao vivo e em vídeo da cantora e compositora brasileira Pitty. Foi gravado em 4 de julho de 2015 no Audio Club, em São Paulo, e lançado em 13 de julho de 2016, data de comemoração do Dia Mundial do Rock. Além do show, há também um documentário de 50 minutos com cenas de bastidores da turnê e apresentações em outras cidades.

## Antecedentes
Em junho de 2016, Pitty compartilhou um curto vídeo em suas redes sociais, de uma edição que estaria aprovando de um dos shows da turnê do álbum Setevidas. Dias depois, o DVD foi anunciado como o terceiro registro ao vivo de sua carreira; registro este que capta uma apresentação durante a excursão nacional com seu quarto álbum de estúdio, Setevidas, lançado em 2014.
Antes da apresentação no Lollapalooza em 2015, Pitty falou sobre o show à Rolling Stone Brasil: "Acho que é a turnê mais profissional que já fizemos", comentou ela; "E a mais coesa artisticamente, a meu ver. Tudo foi pensado com cuidado nos detalhes, a estética visual, as projeções criadas para cada música, a luz desenhada para contar essa história." Depois da apresentação no Lollapalooza, em que correspondeu à altura de ser o maior nome nacional do festival, Pitty sabia que o álbum marcava um novo rumo para sua carreira. "Quero sair do lugar comum, mas quero que as pessoas se divirtam", lembra ela ao misturar hits como "Me Adora" e "Máscara" com o repertório do último disco.
"Sonoramente também está diferente, com a adição de outros elementos – como lap steel, teclados, percussões e mais vozes", acrescentou; "Isso trouxe mais texturas para o som. Eu também uso pedal de voz e os efeitos são ‘tocados’ ao vivo, junto à banda. Ainda é um show de rock, vigoroso, intenso – mas há essas sutilezas artísticas que vêm com o tempo e ajudam a aprofundar a coisa toda."
Além do formato físico, o show foi lançado digitalmente em qualidade superior ao DVD. O filme e seus extras poderão ser comprados pela internet, em plataforma desenvolvida pela gravadora Deck, com qualidade Full HD e possibilidade de reprodução em smartphones e tablets, além de computadores.

### Pílula
Na semana que antecede o lançamento do DVD, Pitty liberou pequenos vídeos, intitulados como "Pílula", com imagens inéditas da turnê, somente para as suas contas oficiais no YouTube e Instagram, estes pelos quais, não estão presentes no DVD.[carece de fontes?]

## Single
Em 17 de junho de 2016, Pitty liberou o vídeo ao vivo da canção "Dê um Rolê", cover dos Novos Baianos; e dia 8 de julho, o single. Foi revelada uma versão inédita da música, apoiando-se em guitarras distorcidas e vocais abertos. A faixa adianta o lançamento do DVD. "Essa música é desejo antigo, faz parte da minha história", comenta Pitty, sobre o cover, feita durante um show dela em Americana, no interior de São Paulo. "Lembro de ouvi-la desde criança na voz dos Novos Baianos, e essa ideia do ‘Eu sou amor, da cabeça aos pés’ sempre me marcou muito, a amplitude interpretativa dessa frase e a força dela." Segundo a cantora, a performance de "Dê um Rolê" não estava no roteiro dos shows da turnê mais recente dela, que é base para o novo lançamento. "Nós resolvemos tocá-la esse dia, nesse show e essa única vez, como aquelas coisas que a gente gosta de fazer em shows e que saem da curva do que está combinado", explica. "Quando assistimos ao vídeo depois, eu e Rafael Ramos, na hora de montar o documentário, ela saltou aos nossos olhos e mexeu com a gente", segue Pitty. "É essa única performance durante a cobertura da turnê que vocês veem nesse vídeo. Um take só, do começo ao fim, amor da cabeça aos pés". O vídeo de "Dê um Rolê", lançado com exclusividade pela Rolling Stone Brasil, traz algumas das imagens do filme, que tem 50 minutos de duração e inclui cenas de bastidores e apresentações em diversas cidades do Brasil. "Acho que é a turnê mais profissional que já fizemos", comentou a cantora, em entrevista recente à RS Brasil. "Ainda é um show de rock, vigoroso, intenso, mas há sutilezas artísticas que vêm com o tempo e ajudam a aprofundar a coisa toda".

## Lista de faixas

#### Show
1. Setevidas
2. Anacrônico
3. Admirável Chip Novo
4. Semana que Vem
5. Deixa Ela Entrar
6. Teto de Vidro
7. Memórias
8. Um Leão
9. Pulsos
10. A Massa
11. Só Agora
12. Olho Calmo
13. Boca Aberta
14. Pequena Morte
15. Me Adora
16. Equalize
17. Na Sua Estante
18. Máscara/Bom Senso
19. Serpente

#### Extras
- Documentário: "Dê um Rolê"
- Galeria de Fotos

## Créditos
- Pitty - vocais, guitarra
- Martin Mendonça - guitarra, vocais de apoio
- Gui Almeida - baixo, vocais de apoio
- Duda Machado - bateria
- Paulo Kishimoto - teclados, lap steel, percussão, vocais de apoio

## Histórico de lançamento
| País   | Data                | Formato                       | Gravadora           |
| ------ | ------------------- | ----------------------------- | ------------------- |
| Brasil | 13 de julho de 2016 | DVD, Download digital Full HD | Deckdisc, Multishow |